# Scafell Pike
Der Scafell Pike (Aussprache: /ˈskɔːfɛl paɪk/) ist mit 978 Metern der höchste Berg Englands und einer der 214 Wainwright genannten Berge im Lake District. 

## Name
Der Scafell Pike ist leicht mit dem namensgebenden, gut einen Kilometer südwestlich liegenden, aber nur 964 Meter hohen Sca Fell zu verwechseln, mit dem er über den Mickledore-Felsgrat verbunden ist. 
Die Ursache dafür, dass der höhere Gipfel verwirrenderweise wie ein Nebengipfel bezeichnet ist, liegt darin, dass die heute als Scafell Pike, Ill Crag und Broad Crag bekannte Dreiergruppe von Gipfeln früher kollektiv als Pikes of Sca Fell bezeichnet wurde. Da der Sca Fell von Süden und Westen aus gesehen die weiter entfernten Pikes zu überragen scheint, wurde er lange für den Hauptgipfel gehalten. Die unterordnende Bezeichnung Scafell Pike für den westlichen der Pikes wurde auf einer fehlerhaften Landkarte der Ordnance Survey geprägt, deren Autoren der Täuschung ebenfalls erlagen. Die Namensgebung hat sich jedoch so eingebürgert, dass sie auch dann nicht geändert wurde, als bei der amtlichen Vermessung der Gipfel der Fehler auffiel.

## Geschichte
Im Jahre 1920 machte Lord Leconfield das gesamte Gebiet dem National Trust zum Geschenk. Damit wollte er die Männer des Lake District ehren, „die für Gott, König, Freiheit, Frieden und Recht im Ersten Weltkrieg“ gefallen waren.

## Besteigung
- Die meistgenutzte Route führt vom westlich gelegenen Wasdale Head am Nordende von Wast Water und bietet keine besonderen technischen Schwierigkeiten.
- Eine alternative Route folgt der sogenannten Corridor Route an der westlichen Flanke des Scafell-Massivs, bis sie in der Nähe des Gipfels auf die Wasdale-Route trifft.
- Eine längere, aber einfache dritte Route auf den Gipfel führt von Seathwaite über Grains Gill und den Esk Hause Pass.
- Auch von Great Langdale aus ist ein Aufstieg möglich, von Dungeon Ghyll über Rossett Gill auf den Esk Hause Pass.
- Die längste und anstrengendste Aufstiegsroute führt von Eskdale auf den Gipfel.

## Geologie
Der Scafell Pike besteht aus magmatischem Gestein, das aus der erdgeschichtlichen Periode des Ordovizium stammt. Geologisch ist er Teil der Borrowdale-Vulkane.

## Bergsport
Der Scafell Pike ist unter anderem beim National Three Peaks Challenge zu besteigen, einer Ausdauerprüfung, bei der innerhalb von 24 Stunden auch die höchsten Berge von Schottland (Ben Nevis) und Wales (Snowdon) bestiegen werden müssen.